# Bardenberger Mühle
Die Bardenberger Mühle war eine Wassermühle an der  Wurm in der Stadt Würselen in der nordrhein-westfälischen Städteregion Aachen im Regierungsbezirk Köln.

## Geographie
Die Bardenberger Mühle hatte ihren Standort an der Wurm am Mühlenweg/Alte Mühle 1-8 im Stadtteil Bardenberg in der Stadt Würselen. Das Mühlengebäude lag auf einer Höhe von ca. 120 m über NN. Oberhalb  der Bardenberger Mühlen lagen die Pumpermühlen, unterhalb befanden sich die Pumpenkünste in den Bergwerken Ath und Furth.

## Gewässer
Die Wurm versorgte auf einer Flusslänge von 53 km zahlreiche Mühlen mit Wasser. Die Quelle der Wurm liegt südlich von Aachen bei 265 m über NN, die Mündung in die Rur ist bei der Ortschaft Kempen in der Stadt Heinsberg bei 32 m über NN. 

## Geschichte
876 erwarb König Lothar II. in einem Tauschgeschäft mit dem Jülichschen Vasallen Otbert u. a. in comitatu juliacensi in commarca bardunbach curtilen cum … molendini loca II – einen kleinen Hof mit zwei Mühlstellen in der Grafschaft Jülich in der Gemarkung Bardenberg. So heißt es in einer Urkunde, deren Originalabschrift aus dem 10. Jh. in der Stadtbibliothek zu Trier aufbewahrt wird. Welche Mühlstellen gemeint waren, ist nicht gesagt.
In der ersten Hälfte des 13. Jh. bezog dann nachweislich die Abtei Klosterrath Einkünfte aus einer Mühle bei Bardenberg. 1566 gab eine Urkunde die erste namentlichen Nennung preis. Als herzoglich-jülich’sche Mühle hat sie den Ort Bardenberg als Bannbezirk.
Im Jahre 1836 wurde die Mühle, die man auch Alte Mühle nannte, von drei unterschlächtigen Wasserrädern bedient, die zwei Mahlgänge und Ölpressen antrieben. Um 1900 wurde die Bardenberger Mühle stillgelegt. Nach vorübergehender Wohnungsnutzung sind die Mühlengebäude seit 1972 zu einem Hotel- und Gaststättenbetrieb ausgebaut.

## Galerie

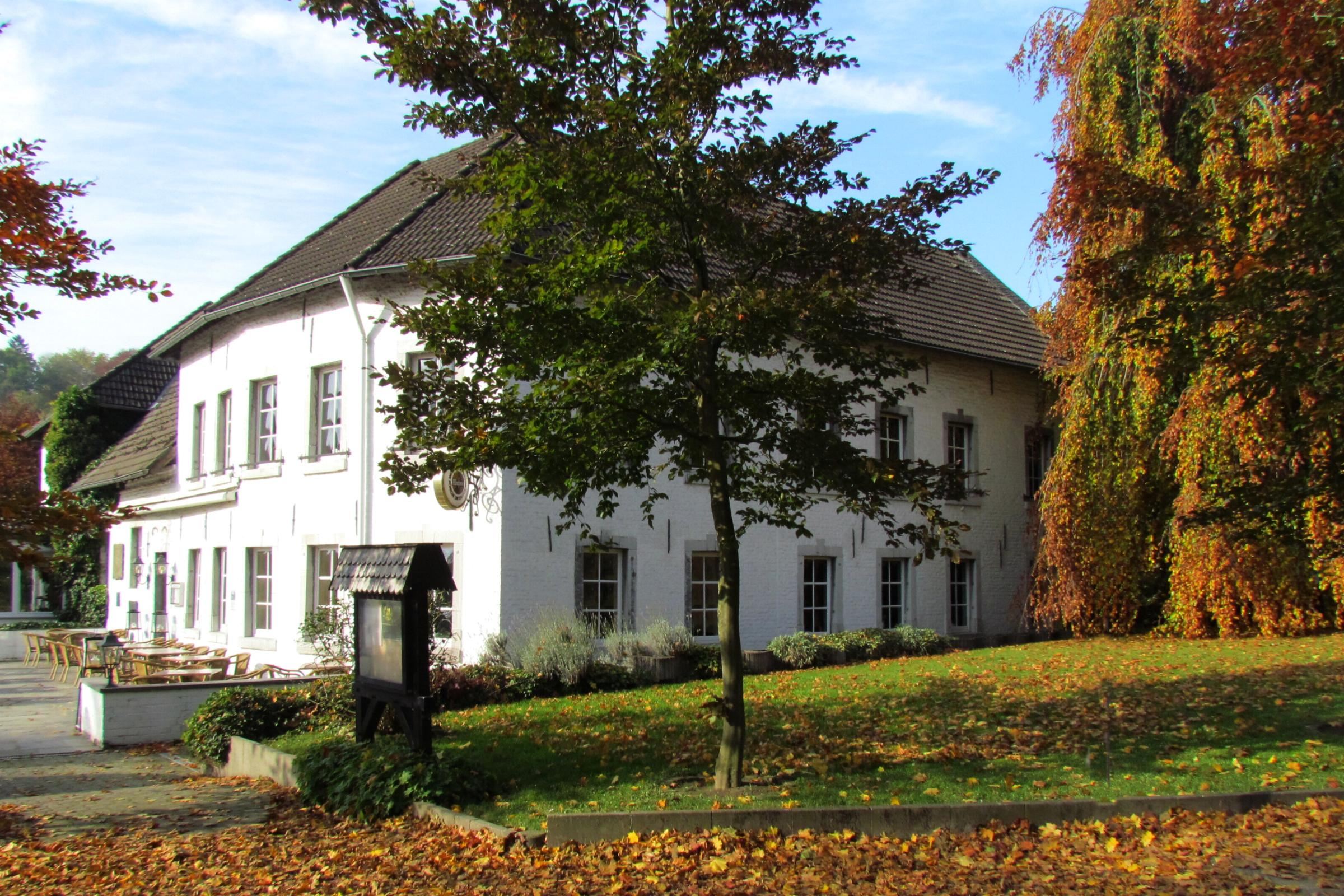
Die Bardenberger Mühle in Würselen-Bardenberg
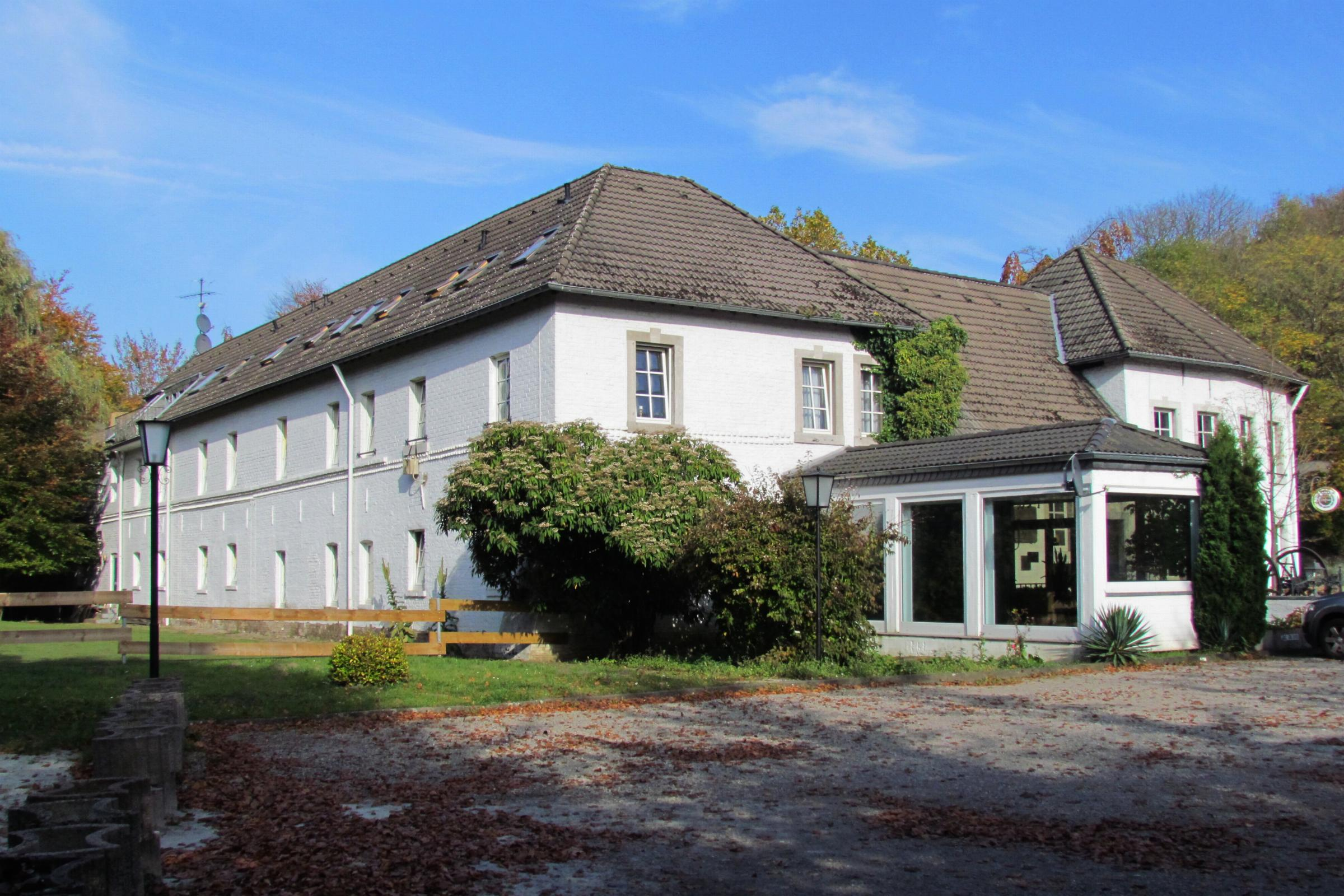
Die Bardenberger Mühle auch Alte Mühle genannt
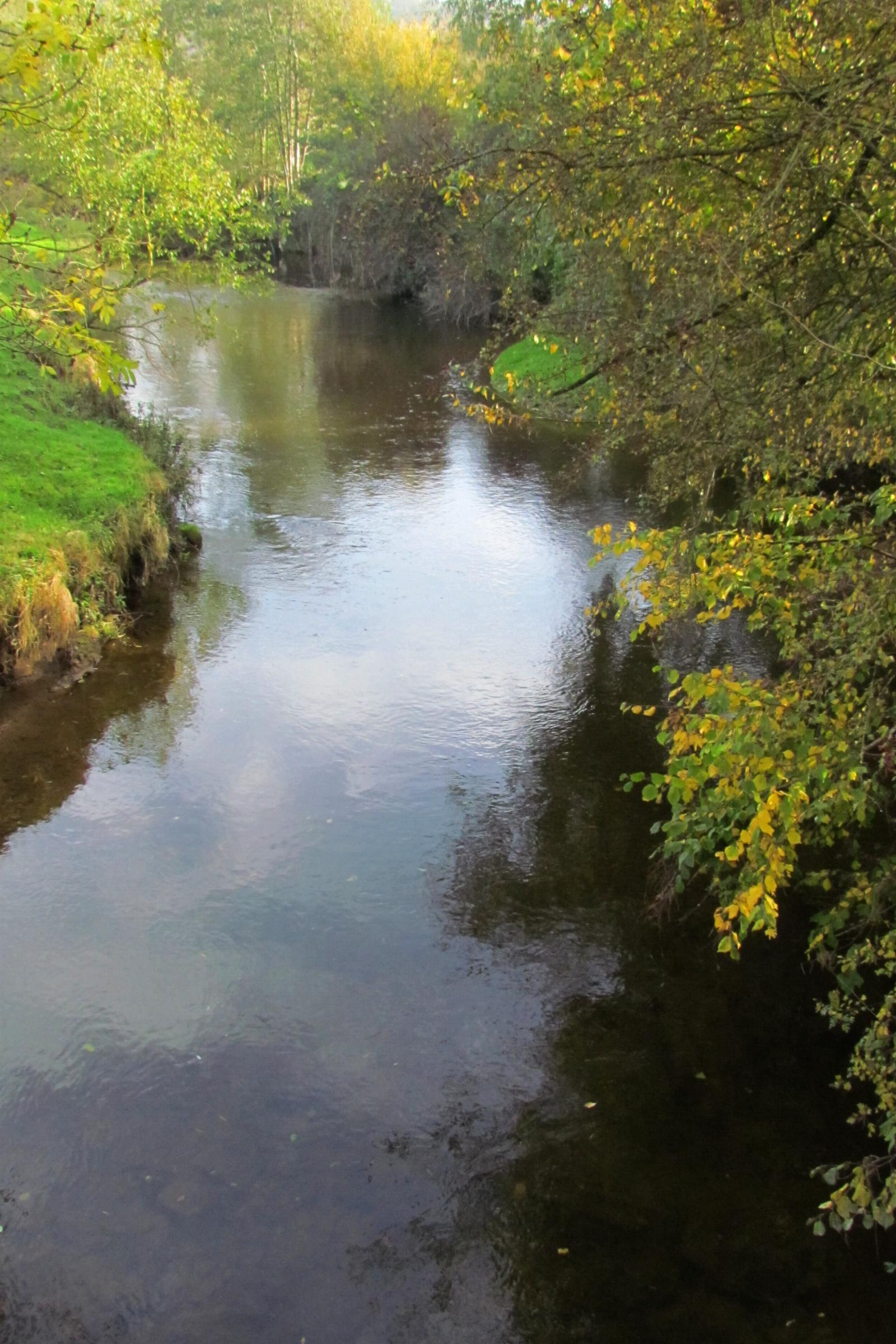
Die Wurm in der Nähe der Mühle
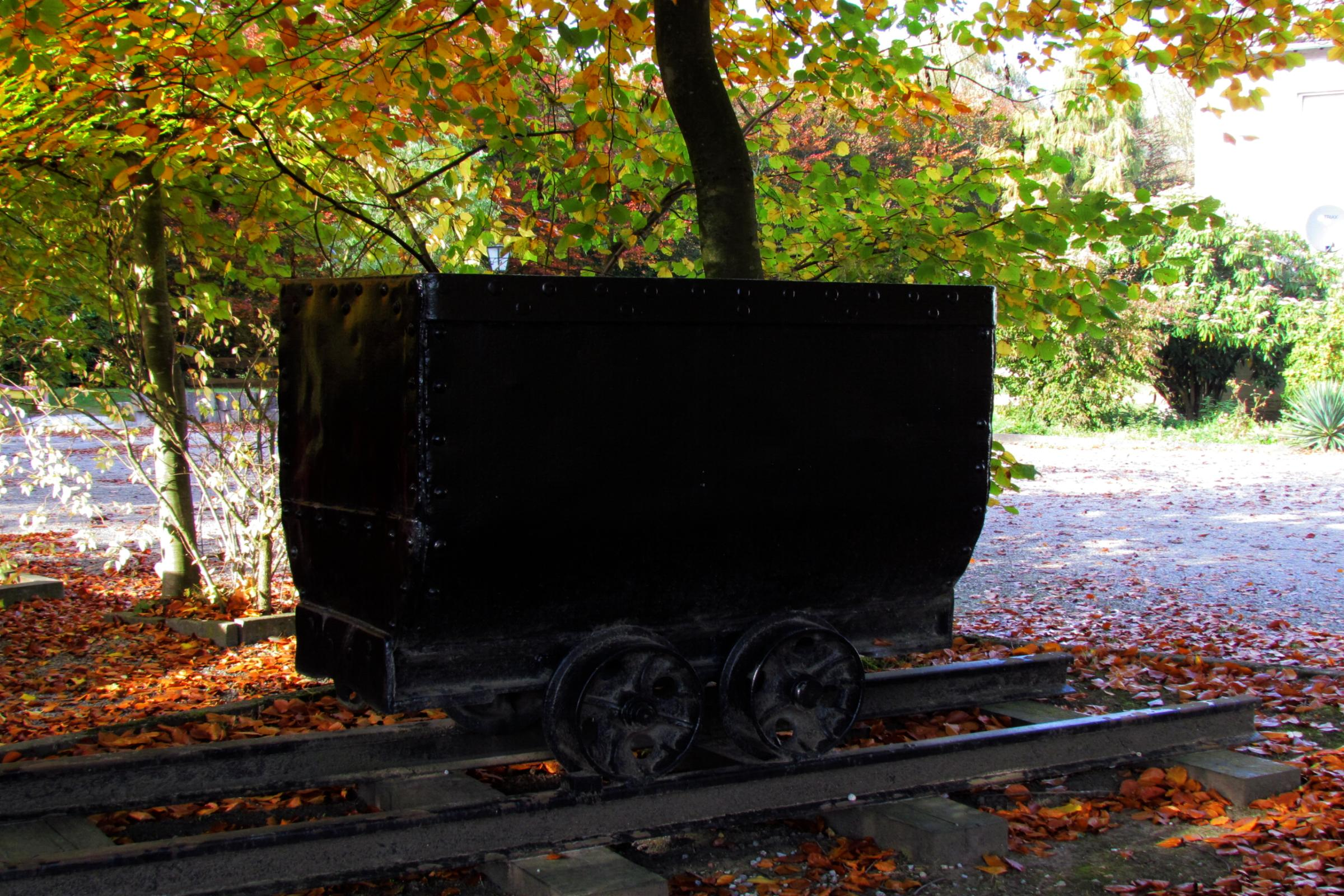
Erinnerung an alte Bergbauzeiten
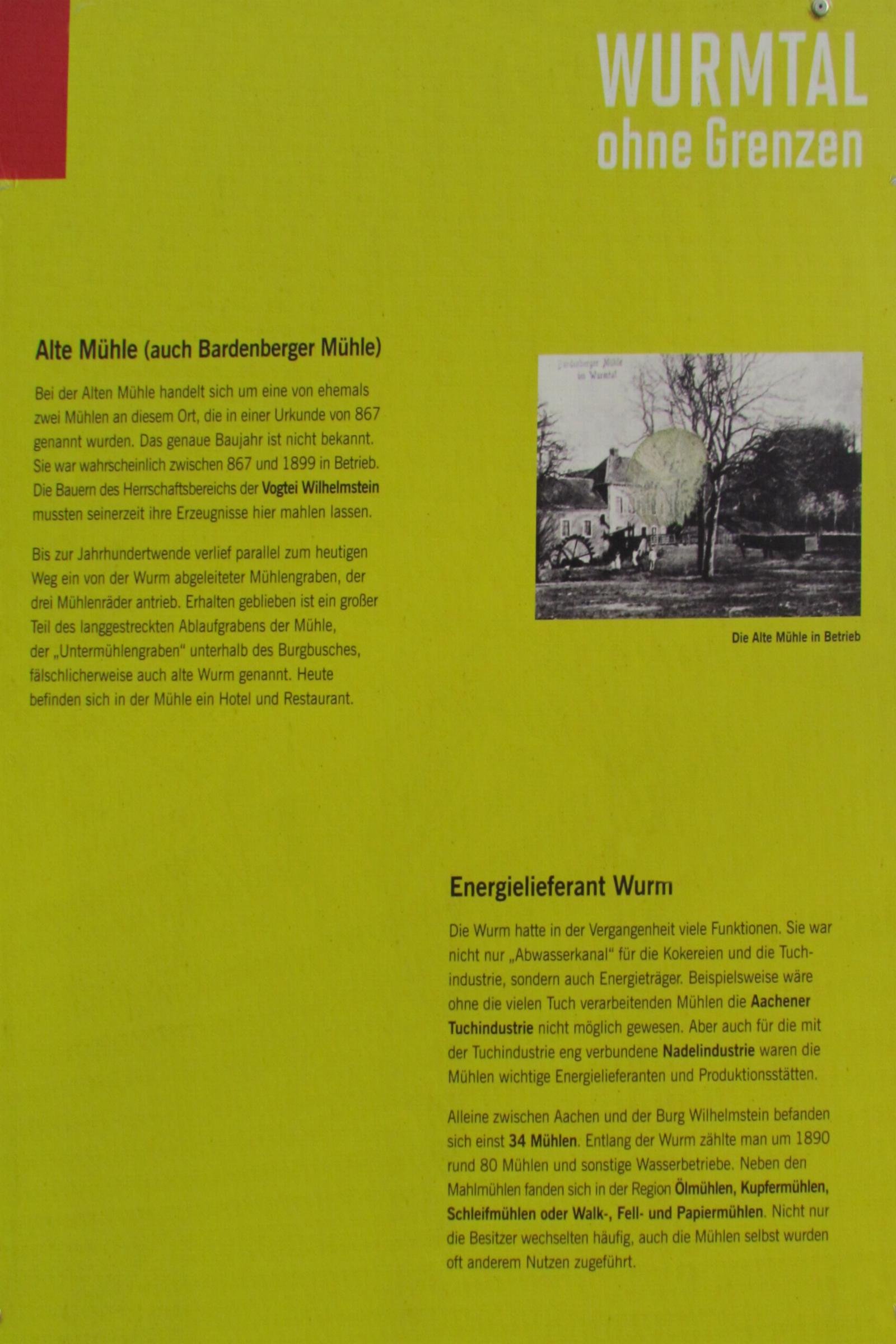
Infotafel zur Bardenberger Mühle
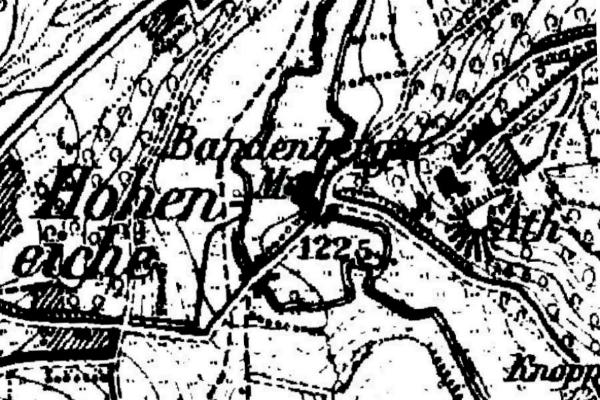
Bardenberger Mühle auf der Neuaufnahme 1892
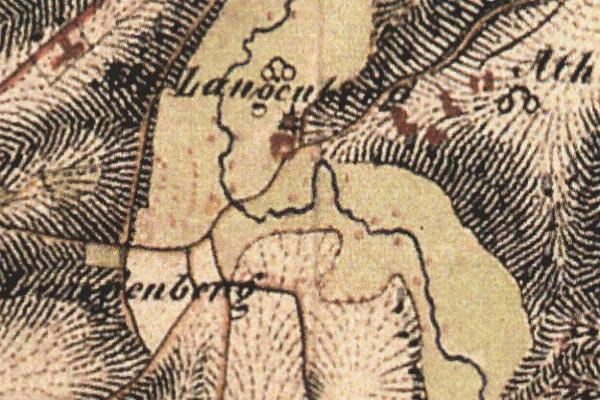
Bardenberger Mühle auf der Uraufnahme 1846
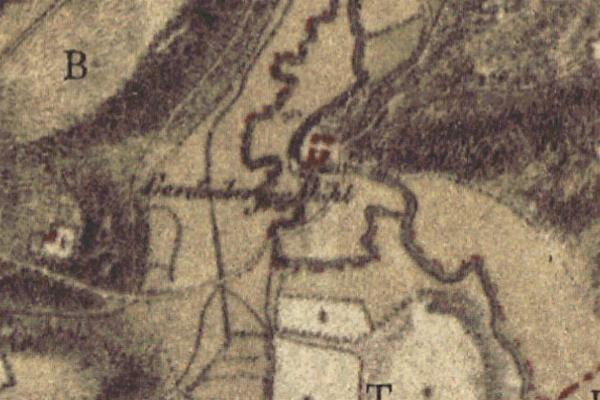
Bardenberger Mühle auf der Tranchotkarte 1805/07

## Denkmaleintrag
Bardenberger Mühle in Würselen Denkmalliste Würselen Nr. 7
→ Siehe auch Liste der Mühlen an der Wurm